# Präsidentschaftswahl in Finnland 1994
Die Präsidentschaftswahl in Finnland 1994 fand am 16. Januar und 6. Februar 1994 statt. Es war die erste Direktwahl eines finnischen Präsidenten. Da kein Kandidat im ersten Wahlgang die absolute Mehrheit erreichte, musste eine Stichwahl abgehalten werden.
Der Kandidat der Sozialdemokratischen Partei Finnlands, Martti Ahtisaari, setzte sich in der Stichwahl gegen Elisabeth Rehn von der Schwedische Volkspartei durch.

## Wahlergebnis
| Kandidaten                                        | Kandidaten         | Parteien                             | 1. Wahlgang | 1. Wahlgang | 2. Wahlgang | 2. Wahlgang |
| Kandidaten                                        | Kandidaten         | Parteien                             | Stimmen     | %           | Stimmen     | %           |
| ------------------------------------------------- | ------------------ | ------------------------------------ | ----------- | ----------- | ----------- | ----------- |
|                                                   | Martti Ahtisaari   | Sozialdemokratische Partei Finnlands | 828.038     | 25,9        | 1.722.313   | 53,9        |
|                                                   | Elisabeth Rehn     | Schwedische Volkspartei              | 702.211     | 22,0        | 1.475.856   | 46,1        |
|                                                   | Paavo Väyrynen     | Finnische Zentrumspartei             | 623.415     | 19,5        |             |             |
|                                                   | Raimo Ilaskivi     | Nationale Sammlungspartei            | 485.035     | 15,2        |             |             |
|                                                   | Keijo Korhonen     | Parteilos                            | 186.936     | 5,8         |             |             |
|                                                   | Claes Andersson    | Linksbündnis                         | 122.820     | 3,8         |             |             |
|                                                   | Pertti Virtanen    | Parteilos                            | 95.650      | 3,0         |             |             |
|                                                   | Eeva Kuuskoski     | Parteilos                            | 82.453      | 2,6         |             |             |
|                                                   | Toimi Kankaanniemi | Christlicher Bund Finnlands          | 31.453      | 1,0         |             |             |
|                                                   | Sulo Aittoniemi    | Suomen maaseudun puolue              | 30.622      | 1,0         |             |             |
|                                                   | Pekka Tiainen      | Kommunistinen Työväenpuolue          | 7.320       | 0,2         |             |             |
| Gesamt                                            | Gesamt             | Gesamt                               | 3.195.953   | 100         | 3.198.169   | 100         |
|                                                   |                    |                                      |             |             |             |             |
| Ungültige Stimmen                                 | Ungültige Stimmen  | Ungültige Stimmen                    | 8.578       | 0,3         | 16.592      | 0,5         |
| Wähler                                            | Wähler             | Wähler                               | 3.204.531   | 78,4        | 3.214.761   | 78,7        |
| Wahlberechtigte                                   | Wahlberechtigte    | Wahlberechtigte                      | 4.085.523   |             | 4.085.523   |             |
|                                                   |                    |                                      |             |             |             |             |
| Quellen: Tilastokeskus, 1. Wahlgang – 2. Wahlgang |                    |                                      |             |             |             |             |